# Monika Lätzsch
Monika Lätzsch (* 29. Dezember 1930 in Merseburg, Sachsen-Anhalt; † 5. November 2001) war eine deutsche Schriftstellerin und Hörspielautorin. Sie schrieb Erzählungen, Romane und Hörspiele.

## Leben
Monika Lätzsch war als Arbeiterin, Reporterin und als Betriebszeitungsredakteurin auf der Baustelle des KKW ‚Bruno Leuschner‘ tätig. Von 1977 bis 1978 studierte sie am Literaturinstitut ‚Johannes R. Becher‘. Monika Lätzsch war Mitglied einer Arbeitsgemeinschaft Junger Autoren und seit 1974 Kandidat des Schriftstellerverbandes der DDR; 1978 wurde sie dessen Mitglied.
Monika Lätzsch hatte zwei Söhne.

## Werke  (Auswahl)
- Geburtstag ohne Nelken (Erzählung), 1969
- Das Jahr mit Strobel (Roman), 1978

## Hörspiele
- 1991: Robert und die rechte Hand des Teufels (Hörspiel)
- 1997: Matjessaison – Regie: Günter Bommert (Hörspiel – MDR)

## Preise
- 1991 2. Platz beim DDR-Kinderhörspielpreis (für Robert und die rechte Hand des Teufels)

## Filmografie
- 1981: Schauspielereien – Abend mit Franziska (Drehbuch, eine Folge)